# 陽氣婢
陽氣婢（日语：陽気婢，1966年4月7日—），日本漫畫家。男性。出身於大阪府。大阪大學畢業。

## 來歷、人物
大阪大學畢業後正式在漫畫業界出道，從此主要在《週刊Young Magazine》（講談社）、《月刊Sunday Gene-X》（小學館）及《COMIC快樂天》（WANIMAGAZINE社）等雜誌發表過多部創作。另外出道初期有在都市銀行上班1年的工作經驗。
內容描寫男性的理想具體化、性慾場面是陽氣婢作品的特徵。
喜歡的作家是史蒂芬·金，興趣有釣魚，喜歡的食物是咖哩飯。

## 喜歡的漫畫家
來自單行本《少男的異想星球》書衣摺頁「喜歡的漫畫家」記載：
星里望留、永野典子、福山慶子、黑田硫黃、福島聰、植芝理一、淺利義遠、櫻玉吉、薄田京介、伊藤潤二、松本次郎、岩明均、谷川史子、小畑健、渡邊多惠子、天竺浪人、SABE、古屋兔丸、桑田乃梨子、園田健一、藤島康介、士郎正宗、武富智、上田一、山本直樹、櫻見弘樹、喜國雅彥、島本和彥、奧浩哉、藤田和日郎、細野不二彥、浦澤直樹、高橋留美子、諸星大二郎、外薗昌也、竹本泉、杉村伸一、花見澤Q太郎、唐澤直樹、吉田戰車、六西虎次、田丸浩史、吉田蛇作、末廣雅里、森永牛奶、福山庸治、河野史代、松本剛、華倫變、坂口尚、手塚治虫

## 留下深刻印象的瘋狂科學家
來自單行本《獵奇博士的女兒》書衣摺頁的記載：
- 帕特里克·考利（科特·西奧德梅克（英语：Curt Siodmak）著書《多諾萬的腦袋（英语：Donovan's Brain (film)）》）
- 羅根博士（喬治·安德魯·羅梅羅編導電影《喪屍出籠（英语：Day of the Dead (1985 film)）》）
- （永野典子漫畫）
- 沃爾特·畢曉普（美國電視劇《危機邊緣》）

## 作品列表
| 作品名稱（日文原名） | 連載叢書／發行年份                           | 出版社            | 冊數  | 備註              |
| -------------------- | -------------------------------------------- | ----------------- | ----- | ----------------- |
| 魔術蘑菇（マジック·マッシュルーム）         | 1992年發行                                   | 富士美出版        | 全1冊 | 成人漫畫          |
| 心跳蘑菇派對（Doki dokiきのこパーティ）     | 〈X Comics〉1992年                           | 法蘭西書院        | 全1冊 | 成人漫畫          |
|                      | 〈少年Captain Comics Special〉1993年－1994年 | 德間書店          | 全2冊 | 成人漫畫          |
| 2×1                  | 〈Wanimagazine Comics〉1994年                | WANIMAGAZINE社    | 全1冊 | 成人漫畫          |
|                      | 〈法蘭西書院漫畫文庫〉1994年                 | 法蘭西書院        | 全1冊 | 成人漫畫          |
|                      | 〈Wanimagazine Comics〉1995年－2000年        | WANIMAGAZINE社    | 全5冊 | 成人漫畫          |
| 日                   | 〈Ninjin Comics〉1995年                      | 茜新社            | 全1冊 | 成人漫畫          |
| 日本的裸族（日本の裸族）       | 〈Young Magazine Comics〉1995年              | 講談社            | 全1冊 | 成人漫畫          |
| 她的自由（彼女の自由）         | 〈Wanimagazine Comics〉1997年                | WANIMAGAZINE社    | 全1冊 | 成人漫畫          |
| 身想心裡（身想心裡）         | 〈Young Magazine Comics〉2001年              | 講談社 東立出版社 | 全1冊 | 成人漫畫          |
| 內向情色（内向エロス）         | 〈Wanimagazine Comics〉2001年－2005年        | WANIMAGAZINE社    | 全4冊 | 成人漫畫          |
| 里程碑（ロケハン）           | 〈Sunday GX Comics〉2002年                   | 小學館 東立出版社 | 全1冊 | 成人漫畫          |
|                      | 2009年發行                                   | COMIC HOUSE       | 全1冊 | 成人漫畫          |
| 少男的異想星球（）   | 〈Sunday GX Comics〉2004年－2007年           | 小學館 東立出版社 | 全4冊 | 成人漫畫          |
| 獵奇博士的女兒（）   | 〈Sunday GX Comics〉2009年－2011年           | 小學館 東立出版社 | 全4冊 | 成人漫畫          |
| 腦內男友（脳カレ）         | 〈Young Jump Comics〉2012年－2013年          | 集英社 青文出版社 | 全3冊 | 一般漫畫          |
| 歡迎來到藥多江町（薬多江町へようこそ） | 2015年發行                                   | 小學館            | 全1冊 | 一般漫畫 網路連載 |
|                      | 〈Sunday GX Comics〉2018年－2019年           | 小學館            | 全3冊 | 一般漫畫          |

## 外部連結
- FreeStyle YOUKIHI （页面存档备份，存于） （日語）－陽氣婢的官方個人網站。
- （日語）－陽氣婢的官方個人部落格。
- 陽氣婢的X（前Twitter） （日語）